# Valdivianemertes valdiviae
Valdivianemertes valdiviae är en djurart som tillhör fylumet slemmaskar, och som först beskrevs av Heinrich Bürger 1909.  Valdivianemertes valdiviae ingår i släktet Valdivianemertes och familjen Amphiporidae. Inga underarter finns listade i Catalogue of Life.